# 東京キリストの教会
座標: 北緯35度39分54.3秒 東経139度41分17.8秒 / 北緯35.665083度 東経139.688278度

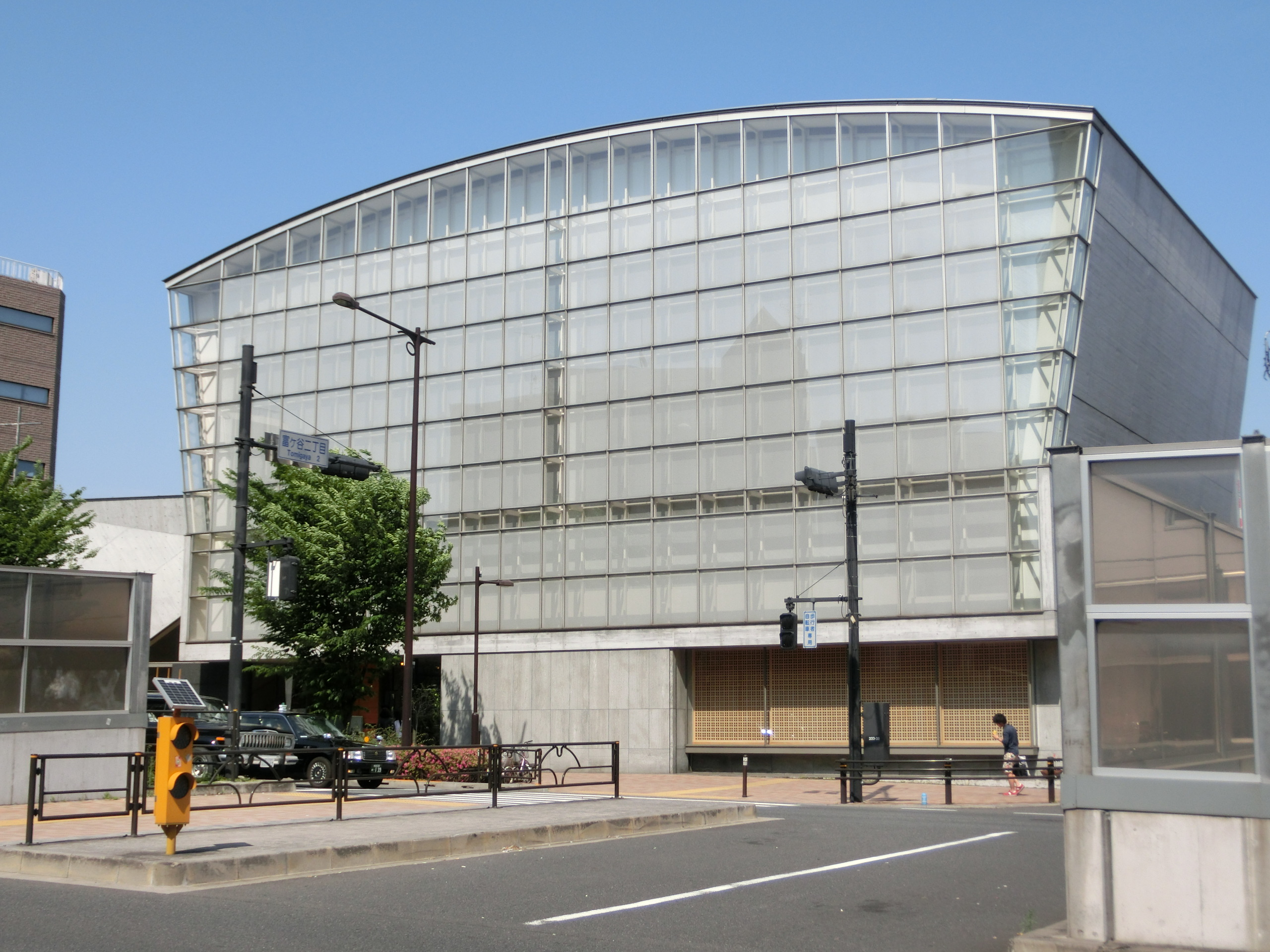
東京キリストの教会

東京キリストの教会（とうきょうキリストのきょうかい）は、東京都渋谷区に本拠を置くキリスト教教会。公式サイトには「聖書を神のことばと信じ、聖書に従い、神と心でつながることを目指している教会」と記されている
。

## 所在地・建物
- 東京都渋谷区富ヶ谷一丁目30番17号
- 最寄り駅 - 代々木八幡駅、代々木公園駅
- 山手通り沿いにある。

## 歴史
ジョージ・ガーガナスとアイリーン・ガーガナスが1951年、東京都に「代々木八幡キリストの教会」を発足させた。その後、ガーガナスは、友人である新谷フランクを同教会の新たなる牧師とし、1989年に同教会は、代々木八幡キリストの教会を「東京キリストの教会」に改名した。
東京キリストの教会のルーツである、『国際キリストの教会』（創立者：キップ・マッキーン）はアメリカの「キリストの教会」というアメリカのプロテスタント主流教派から生じた。
さらに1995年には、槙文彦によって設計された建物に建て替えられた。2004年7月以降、東京キリストの教会は、「過去を振り返り、悔い改めに専念し、再スタートした」としている。

## 教義
「神を愛し、隣人を愛し、福音を伝える」（マルコによる福音書12章28-30節、マタイによる福音書28章18-20節）というスローガンに基づき、日本伝道に向けて活動を行っている。
新旧約聖書66書のみが唯一の神の言葉であり、イエスキリストの十字架の贖いによってのみ、霊的な救いがもたらされる、と教える。
公式サイトの「私たちの信じていること」は以下である。
- 神は唯一の神であり、3つの人格：父と子と聖霊である（マタイによる福音書28章18節－20節）
- イエスは唯一の道であり、真理であり、命である（ヨハネによる福音書14章6節）
- 聖書は唯一の神の言葉であり（テモテへの手紙二3章16節－17節）、それゆえ我々はその言葉に献身する
- 悔い改めとバプテスマは罪の赦しと賜物である聖霊を受けるために必要不可欠である（使徒言行録2章38節）
- 救いは恵みにより、信仰を通して与えられ、働きによるのではない（エフェソの信徒への手紙2章8節）
- イエスはわたしたちの時間、お金、関係において主である（ルカによる福音書14章25節－33節）
- わたしたちは心を尽くし、精神を尽くし、思いを尽くし、力を尽くして、神を愛する（マルコによる福音書12章28節－30節）
- わたしたちは隣人を自分のように愛する（マルコによる福音書12章28節－31節、ペトロの手紙一1章22節）
- 互いの関係に献身する（ローマの信徒への手紙12章10節）
- キリストにおいて成熟し、キリストのようになっていくために互いに助け合う（コロサイの信徒への手紙1章28節）
- 貧しい人々を愛する（マタイによる福音書25章31節－46節）
- 失われた人を捜して救う（マタイによる福音書28章18節－20節、ペトロの手紙二3章9節）

## 姉妹教会
2019年時点で、国内に6つの姉妹教会がある。それらは、次の通りである。
- 大阪中央キリストの教会
- 名古屋中央キリストの教会
- 福岡キリストの教会
- 札幌キリストの教会
- 杜の都 仙台キリストの教会
- 沖縄中央キリストの教会

## 批判、被害報告
- 『マインドコントロールの恐怖』（スティーブン・ハッサン、恒友出版、1993年）、『マインドコントロールからの救出』（スティーブン・ハッサン、教文館、2007年）では、「ボストン・キリストの教会」（東京キリストの教会の米国本部）をカルトとみなして論じている。
- アラン.W.ゴメスは著書[2]の中で、「ボストン・キリストの教会」（東京キリストの教会の米国本部）をカルトとしてみている。
- 恵泉女学園大学教授川島堅二は自身の研究を記した「川島堅二の宗教学研究室　Religious Studies」[3]において東京キリストの教会の元メンバーの体験手記、勧誘を受けた人の経験談などを紹介している。
- 1996-2000年までに、複数の大学で公式に同教会の勧誘に対し警告文が発表された[4]。
- 首都圏の大学生が数多く勧誘され、1997年から2003年までは、毎月、家族の会も開かれ、対応が話し合われた[3]。

## 悔い改め
恵泉女学園大学教授川島堅二は自身の研究を記した「川島堅二の宗教学研究室　Religious Studies」において2003年以降、組織は急速にソフト化している、とコメントしている。
「真理のみことば伝道協会」主宰の牧師ウィリアム・ウッドは2012年、自身のサイトにおいて『カルト化した教会の悔い改めは極めて珍しいもので、歓迎されるべきものですが、問題がすべて、解決されているとまでは言えないようです』と記し、今後注目していくべき解決されていない問題として以下の2点を挙げている。
1. 10数年前に東京にあった単立の正統派キリスト教会「代々木八幡キリストの教会」に対して、マッキーン氏が日本での活動を開始した際に、「礼拝以外の時間に集会を開きたいから、6カ月だけ教会を使わせてください」と教会に頼み込み、それが了解された。しかし6カ月後に、巧妙な政治的手段によってマッキーン氏が古いメンバーを追い出してから総会を開き、教会の土地や建物をボストン・ムーブメント(東京キリストの教会)のものにしてしまった。その法的責任。
2. 教会の律法主義、権威主義によって精神病が発生し、未だに病院に通っている人々が多い中、傷ついた信者たちのフォローアップ。

しかし、その後、牧師ウィリアム・ウッドは、2017年に3度に渡り、主任牧師、副牧師および50名以上の平信徒と話し合いの場を持ち、その時の模様を2018年1月に自身のサイトに記している。その中で以下の点が確認できたとしている。
- 以前、行き過ぎた弟子訓練が行われていたこと、高慢になっていたことを深く反省し、悔い改めている
- 過去に傷ついて教会を去った人々に謝罪をし、誰からでも学ぼうという意思があること、また、聖書通りの教会を目指していることが確認できた
- 教会の職員のみならず、平信徒も教会の問題点を深く見つめ、再度同じ過ちを繰り返さないように注意を払っている印象を深く受けた
- 今後のビジョンが熱く語られ、神の栄光が現れる教会として進んで行きたい、という1人ひとりの思いが伝わってきた

また、牧師ウィリアム・ウッドは『真理のみことば伝道協会は、今後も東京キリストの教会との関係を保ちながら助言をし、教会の更なる成長・改善・進展を見守って行きたい』と表明している。